# Jeong Jin-yeong
Jeong Jin-yeong (* 16. Oktober 1964 in Seoul) ist ein südkoreanischer Schauspieler.

## Leben
Jung schloss die Seoul National University im Fach Koreanische Literatur ab.
Für seine Rolle in A Promise (1998) erhielt er den Blue Dragon Award als bester Nebendarsteller. Er arbeitet häufig mit dem Regisseur Lee Jun-ik zusammen, so in den Filmen Once Upon a Time in a Battlefield (2003), und dem Nachfolger Krieg der Königreiche – Battlefield Heroes (2011), The King and the Clown (2005), The Happy Life (2007) und Sunny (2008).
2020 veröffentlichte er mit den Film Me and Me sein Erstlingswerk als Regisseur. Der Film handelt von der Ermittlung eines Feuerausbruchs in einer Kleinstadt. Jeong beschrieb den Film als schwarze Komödie und sieht in dem Film einen Pfad der Selbstfindung. Cho Jin-woong spielt die Hauptrolle in dem Film.
Er ist verheiratet und hat einen Sohn.

## Filmografie

### Filme
- 1992: Opening the Closed School Gates (닫힌 교문을 열며)
- 1994: Roja-reul Wihayeo (로자를 위하여, Kurzfilm)
- 1995: Terrorist (테러리스트)
- 1997: Green Fish (초록 물고기)
- 1998: A Promise (약속)
- 1999: The Ring Virus (링 Ring)
- 2000: Bichunmoo (비천무)
- 2001: Prison World Cup (교도소 월드컵)
- 2001: Guns & Talks (킬러들의 수다)
- 2001: Hi! Dharma! (달마야 놀자)
- 2003: Crime City Cops (와일드 카드)
- 2003: Once Upon a Time in a Battlefield (황산벌)
- 2004: Hi! Dharma 2: Showdown in Seoul (달마야, 서울 가자)
- 2004: Cheol-su ♡ Yeong-hui (철수♡영희)
- 2005: The King and the Clown (왕의 남자)
- 2006: Love Phobia (도마뱀)
- 2006: If You Were Me 3 (세번째 시선)
- 2007: Bunt (날아라 허동구)
- 2007: For Eternal Hearts (별빛 속으로)
- 2007: The Happy Life (즐거운 인생)
- 2008: Sunny (님은 먼곳에)
- 2009: The Case of Itaewon Homicide (이태원 살인사건)
- 2011: Krieg der Königreiche – Battlefield Heroes (평양성)
- 2011: S.I.U. (특수본)
- 2012: Love 911 (반창꼬, Cameo)
- 2013: Miracle in Cell No. 7 (7번방의 선물)
- 2014: Another Promise (또 하나의 약속)
- 2014: Tabloid Truth (찌라시: 위험한 소문)
- 2014: Ode to My Father (국제시장)
- 2015: Gangnam Blues (강남 1970)
- 2015: Time Renegade (시간이탈자)
- 2016: Pandora (판도라)

### Fernsehserien
- 2006–2007: High Kick! (거침없이 하이킥, Episode 108, Cameo)
- 2008–2009: The Kingdom of The Winds (바람의 나라)
- 2010: Dong Yi (동이)
- 2011: Drama Special „Crossing the Yeongdo Bridge“ (영도다리를 건너다)
- 2011–2012: Brain (브레인)
- 2012: Love Rain (사랑비)
- 2012–2013: Jeon Woo-chi (전우치, Episode 1 & 6, Cameo)
- 2014: Angel Eyes (엔젤 아이즈)
- 2022: Yonder (욘더)